# Uixba
Uixba és una muntanya de la serralada del Caucas dins Geòrgia al costat de la frontera amb Rússia (regió de Kabardino-Balkaria. Encara que no és pas un dels 10 cims més alts del Caucas és molt pintoresc amb els seus dos cims. El temps meteorològic és inestable i els pendents molt forts i per això escalar-lo resulta difícil. El cim nord es va escalar l'any 1888 per John Garford Cokklin i Ulrich Almer, el cim sud ho va ser el 1903 per una expedició alemanya i suïssa dirigida per B. Rickmer-Rickmers.

## Bibliografia

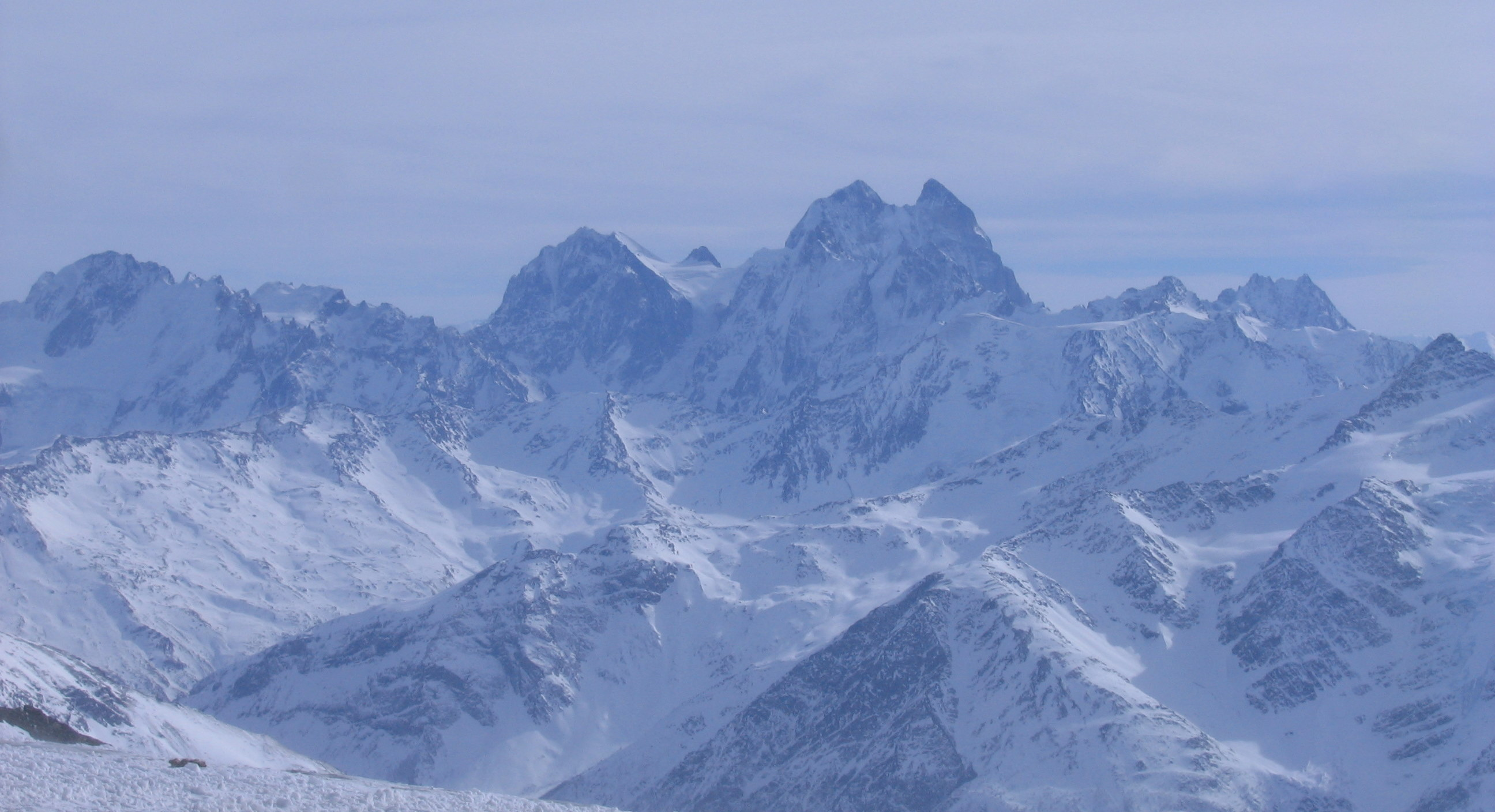
L'Uixba vist des de l'Elbrús a l'hivern